# Odynerus suturalis
Odynerus suturalis är en stekelart som beskrevs av Morawitz 1895. Odynerus suturalis ingår i släktet lergetingar, och familjen Eumenidae. Inga underarter finns listade i Catalogue of Life.